# NGC 5150
NGC 5150 ist eine Balken-Spiralgalaxie vom Hubble-Typ SBbc im Sternbild Wasserschlange südlich der Ekliptik. Sie ist schätzungsweise 167 Millionen Lichtjahre von der Milchstraße entfernt und hat einen Durchmesser von etwa 65.000 Lichtjahren. Sie bildet wahrscheinlich gemeinsam mit dem Galaxienpaar NGC 5152/NGC 5153 eine kleine Galaxiengruppe. 

Im selben Himmelsareal befinden sich weiterhin u. a. die Galaxien NGC 5135, IC 4248, IC 4251, IC 4259.
Das Objekt wurde am 5. Mai 1834 von John Herschel entdeckt.